# 賜物 (RADWIMPSの曲)
「賜物」（たまもの）は、RADWIMPSの楽曲。2025年4月18日にデジタルシングルとして発売された。

## 概要
2025年2月10日、本作がNHK連続テレビ小説『あんぱん』の主題歌として書き下ろされたことが発表された。
RADWIMPSのシングルとしては、2024年2月にリリースされた「正解」以来1年2ヶ月ぶりとなる。なお、「正解」は2018年発売のアルバム『ANTI ANTI GENERATION』に収録されているのが初出のため、完全な新曲は2023年7月の「大団円 feat.ZORN」以来1年9ヶ月ぶりのリリースとなる。
また、RADWIMPSは2024年10月にギター・桑原彰が脱退しているため、桑原脱退以来初の新曲のリリースでもある。

## 収録曲
| #  | タイトル | 作詞       | 作曲       |
| -- | -------- | ---------- | ---------- |
| 1. | 「賜物」 | 野田洋次郎 | 野田洋次郎 |